# Mammea antongilensis
Mammea antongilensis là một loài thực vật có hoa trong họ Calophyllaceae. Loài này được (J.-F. Leroy) P.F. Stevens mô tả khoa học đầu tiên.